# Landkreis Drohobycz
Powiat Drohobycz (niem. Landkreis Drohobycz, Kreishauptmannschaft Drohobycz, pol. powiat drohobycki) – jednostka podziału administracyjnego Generalnego Gubernatorstwa w latach 1941–1944, wchodząca w skład dystryktu galicyjskiego.
Tereny obwodu drohobyckiego zostały zajęte przez wojska niemieckie około 30 czerwca 1941. Galicja Wschodnia weszła 1 sierpnia 1941 w skład Generalnego Gubernatorstwa pod nazwą Dystrykt Galicja na mocy dekretu Adolfa Hitlera z 1 sierpnia 1941. Niemieckie władze wojskowe sprawowały władzę do 5 sierpnia 1941, kiedy to utworzono Landkreis Drohobycz. Jego kreislandwirtem był Eberhard Helmrich.
1 sierpnia 1943 do Landkreis Drohobycz włączono zniesiony Landkreis Sambor.
Landkreis Drohobycz funkcjonował do sierpnia 1944, do zajęcia jego terenów przez Armię Czerwoną.